# Wapen van Wijhe

Het wapen van Wijhe

Het wapen van Wijhe werd op 1 november 1898 per Koninklijk Besluit door de Hoge Raad van Adel aan de Overijsselse gemeente Wijhe toegekend. Vanaf 2001 is het wapen niet langer als gemeentewapen in gebruik omdat de gemeente Wijhe opging in de gemeente Olst die zich op 26 maart 2002 hernoemde in Olst-Wijhe. In het nieuwe wapen van Olst-Wijhe per 2004 werden de wapens van Olst en Wijhe gecombineerd tot een nieuw wapen.

## Blazoenering
De blazoenering van het wapen luidt als volgt:
In goud een gebladerde en uitgerukte lindenboom van sinopel, vergezeld van vier duiven in natuurlijke witte kleur, geplaatst twee aan twee.

## Verklaring

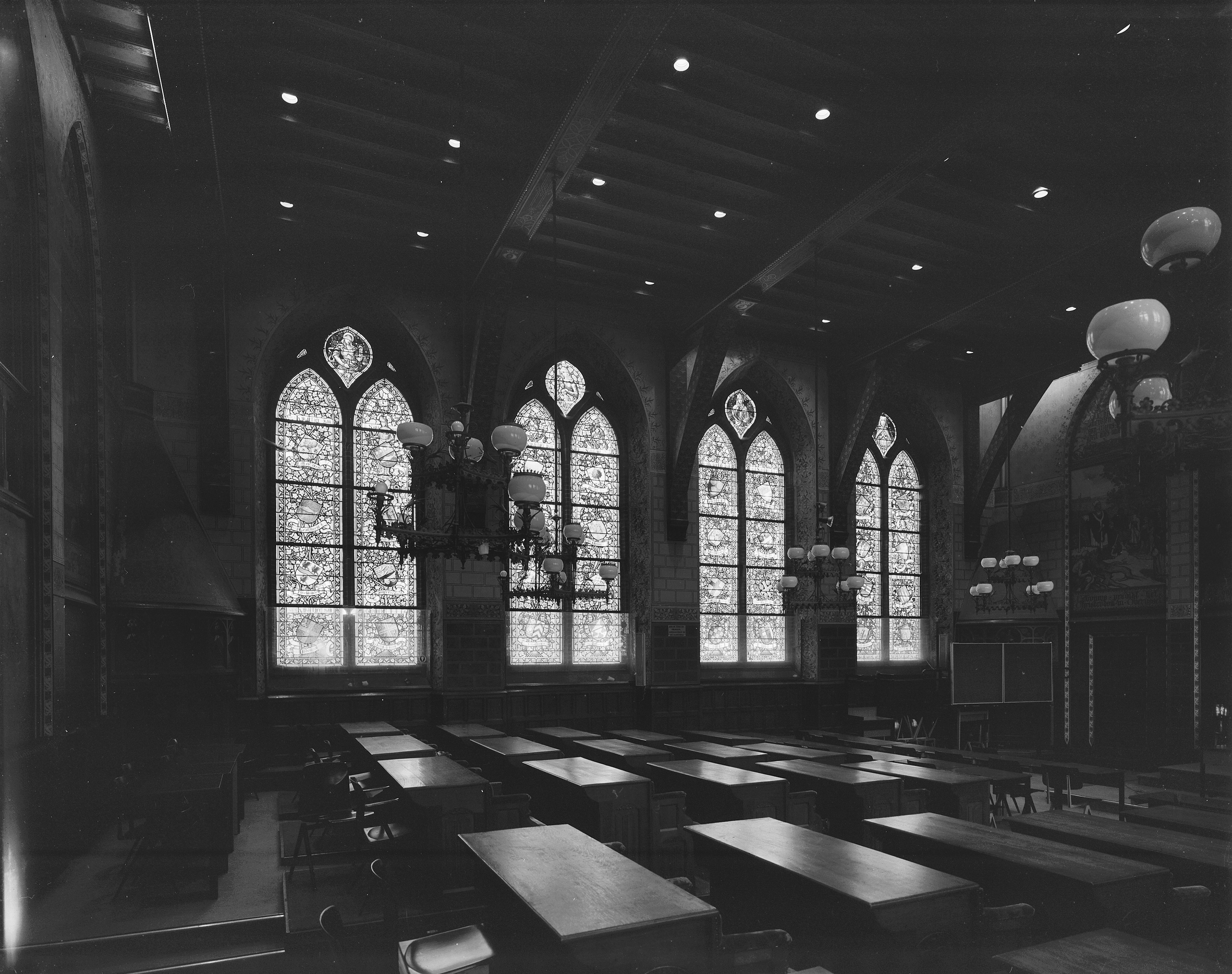
De glas in loodramen in het voormalige provinciehuis in Zwolle

De bouw van een nieuwe vergaderzaal voor de Staten van Overijssel eind 19e eeuw, waarin wapens van gemeenten opgenomen zouden worden in de ramen, leidde tot een aanvraag van een eigen wapen. De boom verwijst naar de aanwezige Dikke Boom van Wijhe. Voor de aanwezigheid van duiven is geen verklaring te vinden. Het zou kunnen zijn dat ontwerper, toenmalig directeur van het Overijssels Geschiedkundig Museum de heer Hoefer, zich gegriefd voelde over de afwijzing van zijn eerste ontwerp door de gemeenteraad dat hij de meer voor Wijhe toepasselijke ossenkoppen verving door duiven.

## Verwante wapens

Wapen van Olst-Wijhe

Ambt Almelo
· Ambt Delden
· Ambt Hardenberg
· Ambt Ommen
· Ambt Vollenhove
· Avereest
· Bathmen
· Blankenham
· Blokzijl
· Brederwiede
· Den Ham
· Denekamp
· Diepenheim
· Diepenveen
· Genemuiden
· Giethoorn
· Goor
· Grafhorst
· Gramsbergen
· Hasselt
· Heino
· Holten
· IJsselham
· IJsselmuiden
· Kamperveen
· Kuinre
· Lonneker
· Markelo
· Nieuwleusen
· Noordoostpolder
· Oldemarkt
· Olst
· Ootmarsum
· Rijssen
· Stad Almelo
· Stad Delden
· Stad Hardenberg
· Stad Ommen
· Stad Vollenhove
· Steenwijk
· Steenwijkerwold
· Urk
· Vollenhove
· Vriezenveen
· Wanneperveen
· Weerselo
· Wijhe
· Wilsum
· Zalk en Veecaten
· Zwartsluis
· Zwollerkerspel